# Ospiti
Pour plus de détails, voir Fiche technique et Distribution.
Ospiti est un film italien réalisé par Matteo Garrone, sorti en 1998.

## Fiche technique
- Titre : Ospiti
- Réalisation : Matteo Garrone
- Scénario : Matteo Garrone et Attilio Caselli
- Photographie : Marco Onorato
- Pays d'origine :  Italie
- Genre : Comédie dramatique
- Durée : 78 minutes (1 h 18)
- Date de sortie : 1998

## Distribution
- Julian Sota : Gherti
- Llazar Sota : Gheni
- Corrado Sassi : Corrado
- Pasqualino Mura : Lino
- Paola Rota : Paola
- Paolo Sassanelli : Policier
- Maria Ramires : Maria
- Gianni Di Gregorio : Giacomo
- Dino Abbrescia : Pompiste